# 福岡県道280号植木上上津役線
福岡県道280号植木上上津役線（ふくおかけんどう280ごう うえきかみこうじゃくせん）は、福岡県直方市から北九州市八幡西区に至る一般県道である。

## 概要
直方市植木から北九州市八幡西区町上津役西3丁目に至る。
直方市北部および鞍手郡鞍手町南部から北九州市へのメインルートだが、遠賀川に架かる橋が少ないことから当線の中島橋では夕方に400 mの渋滞が発生するなど朝夕を中心に渋滞が激しい。このため北九州市が「都市計画道路八幡鞍手線」の橋梁（北九鞍手夢大橋）が2015年（平成27年）3月に開通した。

### 路線データ
- 起点：直方市植木（中島橋西交差点、福岡県道27号直方芦屋線交点、福岡県道424号筑前植木停車場線終点）
- 終点：北九州市八幡西区町上津役西3丁目（町上津役西交差点、国道211号交点）

## 路線状況

### 重複区間
- 福岡県道61号小倉中間線（北九州市八幡西区香月中央2丁目 地内）
- 国道200号（北九州市八幡西区千代4丁目・千代中学校入口交差点 / 船越3丁目・千代中学校入口交差点 - 北九州市八幡西区大平3丁目）

### 道路施設

#### 橋梁
- 中島橋（遠賀川、直方市 - 北九州市八幡西区）
- 真名子橋（笹尾川、北九州市八幡西区）
- 三条橋（黒川、北九州市八幡西区）

## 地理

### 通過する自治体
- 直方市
- 北九州市（八幡西区）

### 交差する道路
| 交差する道路                                         | 市町村名 | 市町村名 | 交差する場所    | 交差する場所            |
| ---------------------------------------------------- | -------- | -------- | --------------- | ----------------------- |
| 福岡県道27号直方芦屋線 福岡県道424号筑前植木停車場線 | 直方市   | 直方市   | 大字植木        | 中島橋西交差点 / 起点   |
| 福岡県道73号直方水巻線                               | 北九州市 | 八幡西区 | 木屋瀬4丁目     | 中島橋東交差点          |
| 福岡県道61号小倉中間線 重複区間起点                  | 北九州市 | 八幡西区 | 香月中央2丁目   |                         |
| 福岡県道61号小倉中間線 重複区間終点                  | 北九州市 | 八幡西区 | 香月中央2丁目   |                         |
| 国道200号 重複区間起点                               | 北九州市 | 八幡西区 | 千代4丁目       | 千代中学校入口交差点    |
| 国道200号 重複区間起点                               | 北九州市 | 八幡西区 | 船越3丁目       | 千代中学校入口交差点    |
| 国道200号 重複区間終点 福岡県道281号下上津役折尾線   | 北九州市 | 八幡西区 | 大平1丁目       |                         |
| 国道211号                                            | 北九州市 | 八幡西区 | 町上津役西3丁目 | 町上津役西交差点 / 終点 |

### 交差する鉄道
- 筑豊電気鉄道
- 山陽新幹線

### 沿線
- 直方市立植木小学校
- 筑豊電気鉄道
  - 新木屋瀬駅 - 楠橋駅
- 北九州市立楠橋小学校
- 北九州市立香月小学校
- 北九州市立千代小学校
- 北九州市立八児中学校
- 北九州市立八児小学校